# مادية جدلية
المادية الديالكتيكية هي فلسفة العلم والتاريخ والطبيعة التي تطورت في أوروبا واستندت إلى كتابات كارل ماركس وفريدريك إنجلز. يؤكد الديالكتيك الماركسي على أهمية ظروف العالم الواقعي، من حيث الطبقة والعمل والتفاعلات الاجتماعية والاقتصادية. هذا على عكس الديالكتيك الهيغلي، الذي يؤكد على ملاحظة أن التناقضات في الظواهر المادية يمكن حلها من خلال تحليلها وتوليف حل مع الاحتفاظ بجوهرها. افترض ماركس أن الحل الأكثر فعالية للمشاكل التي تسببها الظواهر المتناقضة المذكورة هو معالجة وإعادة ترتيب الأنظمة الإجتماعية من الجذور.
تعتمد المادية الديالكتيكية في منظورها لتتطور العالم الطبيعي وظهور صفات جديدة للوجود على مراحل جديدة من التطور. وبحسب الباحث جوردان (بالإنجليزية: Zbigniew A. Jordan)‏ «لقد استخدم إنجلز باستمرار الرؤية الميتافيزيقية بأن المستوى الأعلى للوجود ينبثق من المستوى الأدنى وله جذوره؛ وأن المستوى الأعلى يشكل نظامًا جديداً للوجود بقوانينه غير القابلة للاختزال؛ وأن هذه العملية التقدم التطوري محكوم بقوانين التطور التي تعكس الخصائص الأساسية "للمادة المتحركة ككل".»
أصبحت صياغة النسخة السوفيتية للمادية الديالكتيكية والتاريخية في الثلاثينيات من قبل جوزيف ستالين ورفاقه (كما في كتاب ستالين المادية الجدلية والتاريخية) التفسير السوفيتي الرسمي للماركسية.

## أصل المُصطلح
لم يستخدم ماركس وإنجلز مطلقًا عبارة «المادية الديالكتيكية» في كتاباتهما. وقد تمت صياغة هذا المصطلح في عام 1887 من قبل جوزيف ديتزجين [الإنجليزية] وهو اشتراكي يتوافق مع ماركس أثناء وبعد الثورة الألمانية عام 1848. تم العثور على ذكر عرضي لمصطلح «المادية الديالكتيكية» في سيرة فريدريك إنجلز التي كتبها الفيلسوف كارل كاوتسكي،.أمّا ماركس نفسه فتحدث عن «المفهوم المادي للتاريخ» والذي أشار إليه إنجلز لاحقًا باسم المادية التاريخية. شرح إنجلز كذلك «الديالكتيك المادي» في كتابه «ديالكتيك الطبيعة» عام 1883؛ واستخدم جورجي بليخانوف أبو الماركسية الروسية، مصطلح «المادية الديالكتيكية» لأول مرة عام 1891 في كتاباته عن جورج فيلهلم فريدريك هيجل وماركس. كما حدد ستالين المادية الديالكتيكية والتاريخية باعتبارها النظرة العالمية للماركسية اللينينية ووسيلة لدراسة المجتمع وتاريخه.

## شرح المادية الجدلية
الماديون يعتقدون بأولوية المادة أما المثاليون فيعتقدون بأولوية الفكر أو الروح. الماديون يعتمدون على الأبحاث العلمية التي تنفي زوال المادة أما المثاليون فمنهم من يقول أن المادة ليست موجودة بل هي انعكاس لوعي الإنسان وبالتالي غير موجودة أما الماديون فيقولون إن المادة موجودة بشكل مستقل عن وعي الإنسان ويعرفون المادة بكل ما تتحسسه حواس الإنسان الخمسة بينما يقول المثاليون ان حواس الإنسان تعكس تصورات في وعي الإنسان وهي غير موجودة في الواقع بشكل مستقل عن الوعي هذا هو ما يسمى الصراع بين الفلسفة المادية وباقي الفلسفات المثالية. ان الفلسفة تفسر الوجود انطلاقا من علة خارجية، وان الوجود المادي هو انعكاس لوعي أكبر وبالتالي فان الوجود المادي هو مغاير للوجود «الروحي» أو «الغير مادي» ان هذا المفهوم يعدّ أن الوجود المادي ساكن ومخلوق ومسير من قبل «الفكر» أو «الوعي». ان الفلسفة المادية تعارض هذا التصور وتشدد على أهمية الوجود المادي في اعلاء وتوليد الفكر والوعي. ان الوعي هو انعكاس للمادة وليس العكس.
ماركس قام بمزاوجة مادية فيورباخ الساكنة مع مثالية هيجل التاريخية وخرج طفل جديد يسمى المادية الجدلية
هي مادية بحتة بكل ما تعني الكلمة من معنى لكنها تؤمن بالتطور وفق قوانين الدياليكتيك الثلاثة وهم:
1. نفي النفي
2. وحدة صراع المتناقضات
3. تحول الكم إلى كيف

المادية الجدلية تنفي أن تكون المادة قد خلقت من العدم وتنفي أنه يمكن أن يتم نفي المادة وكانت الأبحاث العلمية في بدايتها حيث كان يستدل بقانون مصونية الطاقة ونظرية داروين لإثبات كلامهم ولكن أصبح قانون لافوازيه يتم تدريسه في الجامعات وقانون لافوازيه المنسوب للعالم الفرنسي لافوازيه ينص بأن المادة لا تخلق من العدم ولا تفنى بل تتحول من شكل إلى آخر وهو القانون الذي ما زال مثبتاً حتى وقتنا الحاضر حيث أنه تم الوصول إلى عمق الذرة ونواة الذرة ولم يثبت إمكانية فناء المادة وما زالت حتى وقتنا الحاضر كافة المدارس تعلم الطلاب ان المواد الداخلة بالتفاعل تساوي المواد الخارجة من التفاعل ولكن عند النظر إلى قوانين الثرموديناميك، تخبرنا بأن الكون يعمل ببطء من طاقة قابلة لإستخدام وهذه هي النقطة المهمة والقانون الثاني يدلنا إلى أن الكون له بداية والاكتشافات العلمية في القرن الماضي تثبت هذا منها قانون النسبية العامة وفي عام 1929 اكتشف إدوين هابل أن الكون يتوسع بل أيضا خرج من نقطة محدودة من الماضي وهذا لم يعجب الماديين.
ان ماركس يعدّ ان التاريخ هو تاريخ الصراع الطبقي الذي يعدّه المحرك الأساسي للتاريخ. ان ما يسمية البناء الفوقي الذي هو الأنظمة السياسية، القيم الاجتماعية، والأديان، هي انعكاس للواقع الطبقي والمادي المعاش. ان هذا ينسجم مع النزعة المادية لتفسير التاريخ المتناقض مع النزعة المثالية لتفسير الأخير. قام ماركس بقلب ديالكتيك هيغل «رأساً على عقب». ان المادية الجدلية تعتمد أساسا على مفهوم الحركة الدائمة «الذاتية» أي عدم الحاجة إلى محرك خارجي وهي تتعارض مع المادية الكلاسيكية السكونية التي تعدّ أن الفكرة هي انعكاس سكوني للمادة. من هذا المنطلق فان المادية الجدلية تنفي الحاجة إلى محرك أولي للكون وللحياة.
إن نظريات ما بعد الحداثة التي تشدد على أهمية «شخصانية المعرفة» والتشكيك بموضوعية المعرفة تتحدى المادية الجدلية ولكنها بنفس الوقت تتحدى أسس المعرفة. إن المادية الجدلية تشدد على موضوعية الوجود وإمكانية دراسته باستقلالية عبر المراقبة والاختبار. لقد حذر لينين لاحقا أن السلاح الأخير في يد الامبريالية والرأسمالية هي أبستمولوجيا المعرفة التي سوف تعمل على هدم الأسس النظرية للمعرفة بسبب فشلها في ربح المعركة الفلسفية والمنطقية مع المادية الجدلية والمادية التاريخية.

## جدليات ماركس
ينبثق مفهوم المادية الجدلية من عبارات لماركس في ملاحظاته للطبعة الثانية لأبرز أعماله رأس المال. ويقول ماركس هناك إنه ينوي استخدام جدليات هيغل، ولكن بشكل معدل. يدافع عن هيغل ضد من يراه «كلبًا ميتًا» ويقول بعدها: «أعترف علنًا بأني من طلاب المفكر العظيم هيغل». ينسب ماركس الفضل لهيغل بكونه «أول من يقدم شكلًا (جدليًا) للعمل بطريقة واعية وشاملة». ولكنه ينتقد بعدها هيغل لقلبه الديالكتيك رأسًا على عقب: «معه يقف (الديالكتيك) على رأسه. يجب قلبه من جديد على الجانب الصحيح، إذا أمكن اكتشاف النواة العقلانية الكامنة في القشرة السحرية».
يؤكد انتقاد ماركس لهيغل أن جدليات هيغل ضلت بالتعامل مع الأفكار، مع العقل البشري. جدليات هيغل، حسب ماركس، تعنى بشكل غير ملائم «بعمل الدماغ البشري»؛ وهي تركز على الأفكار. يدعى فكر هيغل أحيانًا في الحقيقة مثالية جدلية، ويعد هيغل نفسه من بين عدد من الفلاسفة يعرفون باسم المثاليين الألمان. اعتقد ماركس، على النقيض، أن الجدليات لا يجب أن تتعامل مع العالم العقلي للأفكار، بل مع «العالم المادي»، عالم الإنتاج والنشاطات الاقتصادية الأخرى. بالنسبة لماركس، فإن التناقض يمكن حله عن طريق نزاع يائس لتغيير العالم الاجتماعي. كان هذا تحولًا شديد الأهمية لأنه سمح له بنقل الجدليات من الموضوع السياقي للفلسفة إلى دراسة العلاقات الاجتماعية بناءً على العالم المادي.
بالنسبة لماركس، فإن التاريخ الإنساني لا يمكن أن يتناسب مع أي بنية أنيقة بديهية. يرفض صراحةً فكرة أتباع هيغل بأن التاريخ يمكن فهمه على شكل «شخص قائم، موضوع ميتافيزيقي ليس الأفراد البشر الحقيقيون بالنسبة له سوى حملة». تفسير التاريخ كأن التشكلات الاجتماعية السابقة كانت بطريقة ما تهدف باتجاه الحالة الحالية للأمور هو «إساءة فهم للحركة التاريخية التي حولت فيها الأجيال المتلاحقة النتائج التي حصلت عليها من الأجيال التي سبقتها». كان رفض ماركس لهذه الغائية من أسباب تلقيه الحماسي (رغم عدم خلوه من بعض الانتقادات) لنظرية تشارلز داروين للاصطفاء الطبيعي.
بالنسبة لماركس، فإن الجدليات ليست صيغةً لتوليد النتائج الحتمية المحددة مسبقًا، ولكنها طريقة للدراسة التجريبية للعمليات الاجتماعية فيما يخص العلاقات التبادلية، والنمو، والتحول. كتب إرنست ماندل في مقدمته لنسخة دار بنغوين لرأس المال لماركس: «عند تطبيق النهج الجدلي لدراسة المسائل الاقتصادية، لا ينظر إلى الظواهر الاقتصادية بشكل منفصل عن بعضها، قطعًا وأجزاء، بل من خلال صلاتها الداخلية ككل متكامل، مبني حوله، ومن خلال أسلوب إنتاج أساسي سائد».
كتابات ماركس نفسه معنية بشكل شبه حصري بفهم تاريخ البشر كعمليات منهجية، بناءً على أساليب الإنتاج (وهي بشكل عام الطرق التي تنظم وفقها المجتمعات لتطبيق قواها التكنولوجية للتفاعل مع محيطها المادي). يدعى هذا مادية تاريخية. بشكل أكثر تحديدًا، ضمن إطار هذه النظرية العامة للتاريخ، فإن معظم كتابات ماركس مخصصة لتحليل البنية المحددة للاقتصاد الرأسمالي وتطوره.
من جهته، يطبق إنجلس طريقة «جدلية» للعالم الطبيعي بشكل عام، مجادلًا بأن العلم المعاصر يعترف بازدياد بضرورة رؤية العمليات الطبيعية من خلال ترابطها فيما بينها، وتطورها، وتحولاتها. شك بعض الباحثون بأن «جدليات الطبيعة» لإنجلس امتداد شرعي لمعالجة ماركس للعمليات الاجتماعية. جادل باحثون آخرون بأنه رغم إصرار ماركس على أن البشر كائنات طبيعية في علاقة مشتركة متطورة مع بقية الطبيعة، فإن كتابات ماركس نفسه لا تعير اهتمامًا كافيًا لطرق حد الوكالة البشرية بعوامل كالأحياء والجغرافيا والبيئة.